# Red Bull Bragantino
Red Bull Bragantino is een Braziliaanse voetbalclub uit de stad Bragança Paulista die werd opgericht op 8 januari 1928. De club speelt in de Campeonato Brasileiro Série , de hoogste voetbaldivisie van Brazilië. Tot 2019 stond de club bekend als CA Bragantino.

## Geschiedenis
De club werd opgericht in 1928 door leden van de voormalige club Bragança FC. In 1949 speelde de club voor het eerst in de tweede klasse van het Campeonato Paulista. In 1965 werd de club kampioen en promoveerde zo voor het eerst naar de hoogste klasse, maar werd daar laatste en moest een stapje terugzetten. In 1988 werd de club opnieuw kampioen en promoveerde weer. De tweede poging bij de elite verliep een stuk beter en de club bereikte zelfs de halve finales om de titel, die ze verloren van São Paulo FC. Door deze uitstekende prestatie mocht de club later dat jaar in de Série B aantreden. De club werd daar zelfs kampioen, na de finale te winnen tegen São José en mocht in 1990 dus aantreden in de Série A. In de Paulistão van 1990 speelde Bragantino de finale tegen Novorizontino, het was de eerste keer in de geschiedenis dat niet een club uit São Paulo of Santos in de finale stonden. De finale eindigde gelijk, maar Bragantino werd tot kampioen uitgeroepen omdat het beter presteerde in de groepsfase. Later dat jaar werd de Série A gespeeld en hier eindigde de club zesde na de eerste ronde en was zo geplaatst voor de knock-outfase, waar de club er meteen uitging tegen Bahia. Een jaar later eindigde de club samen met São Paulo eerste in de Série A en plaatste zich voor de halve finales, die ze wonnen van Fluminense. In de finale stond São Paulo weer tegenover de club en kon Bragantino verslaan. Door deze uitstekende prestatie mocht de club deelnemen aan de Copa CONMEBOL en werd meteen uitgeschakeld door Grêmio. In 1992 werd de tweede groepsfase bereikt, waar ze tweede eindigden achter Botafogo. Ze mochten opnieuw naar de Copa CONMEBOL, waarin ze door Botafogo uitgeschakeld werden. De volgende jaren eindigde de club in de middenmoot en in 1996 namen ze opnieuw deel aan de Copa CONMEBOL, deze keer kon de club eens winnen. Palmeiras werd met 1-5 verslagen, de club won wel de terugwedstrijd nog met 3-0 maar dat mocht niet baten. In de tweede ronde verloor de club echter van Independiente Santa Fe. De goede resultaten in de Série A weerspiegelden zich niet in het Campeonato Paulista, waar de club na de titel in 1990 een middenmoter werd en in 1995 volgde zelfs een degradatie. Pas elf jaar later slaagde de club erin om terug te promoveren. 
In 1996 werd de club laatste en zou normaal degraderen, maar ook oude glorie Fluminense eindigde op een degradatieplaats. De voetbalbond besloot om de traditieclub te redden door de competitie met twee clubs uit te breiden, waardoor ook Bragantino gered werd. Het volgende seizoen degradeerden er dan vier clubs. Bragantino werd 22ste en kon zich net redden, terwijl Fluminense nu wel degradeerde. Een jaar later was ook voor Bragantino het liedje uitgezongen bij de elite. In 2002 degradeerde de club ook uit de Série B en een jaar later ook uit de Série C. 
In 2006 maakte de club eindelijk haar heropwachting in het Campeonato Paulista. Na een plaats in de middenmoot bereikte de club in 2007 de halve finales om de titel, die ze van Santos verloren. Door deze goede prestatie mocht de club weer aantreden in de Série C, waar de club kampioen werd en zo terug kon keren naar de Série B. De volgende jaren eindigde de club meestal in de betere middenmoot. In 2012 en 2014 bereikte de club nog eens de kwartfinale van het staatskampioenschap en verloor hier van São Paulo en Palmeiras. In 2014 kon een degradatie uit de Série B maar net vermeden worden. In 2015 degradeerde de club wel uit het Campeonato Paulista, een jaar later ook uit de Série B. In 2017 promoveerde de club terug naar de Série A1 in de staatscompetitie en een jaar later ook terug naar de nationale Série B. In 2019 fuseerde de club met Red Bull Brasil en werd kampioen van de Série B. De club nam in 2020 de naam Red Bull Bragantino aan.

## Palmares
- Campeonato Brasileiro Série B

Winnaar (1) : 1989
- Campeonato Brasileiro Série C

Winnaar (1) : 2007
- Campeonato Paulista

Winnaar (1) : 1990
- Copa Sudamericana

Finalist  : 2021

## Bekende (ex-)spelers
- Paulinho

Atlético Mineiro ·
Bahia ·
Botafogo ·
Bragantino ·
Ceará ·
Corinthians ·
Cruzeiro ·
Flamengo ·
Fluminense ·
Fortaleza ·
Grêmio ·
Internacional ·
Juventude ·
Mirassol ·
Palmeiras ·
Santos ·
São Paulo · 
Sport ·
Vasco da Gama ·
Vitória